# El Real, el Simbòlic i l'Imaginari

«Esquema R» Els tres registres en la tòpica lacaniana, on:
Triangle escaire superior: Imaginari;
Φ: El fal·lus imaginari;
S: El subjecte de l'inconscient;
m: El jo (moi);
Trapezi central: Real;
Triangle escaire inferior: Simbòlic;
M: La mare simbòlica;
a: L'altre imaginari (objecte a);
I: Jo (moi) ideal;
a': El Jo en la trobada amb l'altre imaginari;
P: La Llei/El Nom del Pare;
A: El Gran Altre

El real, l'imaginari i el simbòlic són termes utilitzats per Jacques Lacan com a substantius en gènere neutre, per assenyalar uns camps o dimensions, que ell anomena «registres» del psíquic. En la psicoanàlisi d'orientació lacaniana aquests tres registres es troben relacionats conformant una tòpica. Aquesta tòpica constitueix una estructura que es pot representar exemplarment com a elements nuats d'una manera semblant (no forçosament idèntica) a un nus borromeu. Segons Lacan, aquests tres registres possibiliten conjuntament el funcionament psíquic, de manera que qualsevol entitat, procés o mecanisme del psíquic pot ser enfocat i analitzat en els seus aspectes imaginaris, reals i simbòlics. Així, per exemple, un procés de pensament de l'ordre simbòlic involucra sempre, una base o suport en el real i una representació en el registre de l'imaginari.
El conjunt dels tres registres és denominat per Jacques Lacan en una fase primerenca del desenvolupament d'aquesta teoria (a partir de 1953) amb la sigla: «SIR» (és a dir, Simbòlic, Imaginari, Real) i després, en el context de l'intent de formalització de la teoria a través de matemas que Lacan va dur a terme a partir de 1970, la sigla és invertida, transformant-se en «RIS», on el real passa a prendre aquell lloc determinant en l'estructura que en la primera tòpica ocupava el simbòlic, i a ser definit com una «resta» que se sostreu a tota formalització científica, per la qual cosa no es pot «matematizar».

## Registre del real

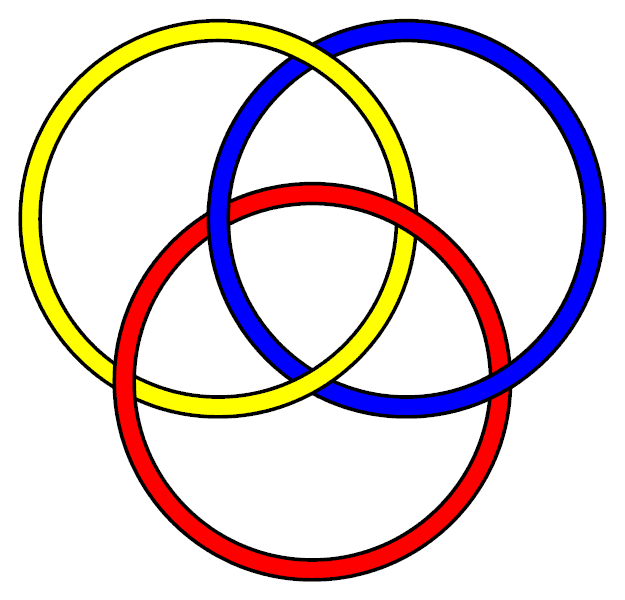
El nus borromeu exemplifica la relació entre els registres. N'hi ha prou en retirar qualsevol dels tres anells perquè es desnuïn els altres dos.

El real és un concepte críptic i difícil de definir en la teoria de Lacan, ja que per fer-ho, cal el concurs dels altres dos registres, ja que es tracta del que no és imaginari ni es pot simbolitzar. El real és tot allò que té una presència i existència pròpies i és no-representable.
Encara que les paraules s'assemblin, no ha de confondre's amb el concepte de «realitat», ja que ella més aviat pertany a l'ordre del llenguatge, simbòlicament estructurat. El real apareix en l'esfera de la sexualitat, de la mort, de l'horror i del deliri. El real és el que no podem pensar, imaginar o representar, és a dir, l'inconceptualizable, la qual cosa no es pot posar en la paraula o en el llenguatge, constituint un indeterminat incontrolable. No obstant això, no es troba completament allunyat de l'ordre del simbòlic sinó que justament constitueix el no-fonament immanent del significant. En això últim consisteix la paradoxa d'aquest no-concepte.
Durant el Seminari de 1955-1956 Lacan va estar dedicat a la clínica de les psicosis. En aquest context va realitzar una nova anàlisi del cas de Daniel Paul Schreber, que el va conduir a elaborar i reelaborar diversos conceptes centrals de la seva teoria, entre altres el de la forclusió del Nom del Pare, com a mecanisme que caracteritza les psicosis i que consisteix en la no inscripció del significant fonamental (el Nom del Pare) en el registre simbòlic. A partir d'aquest moment, el real és definit com un lloc altre del psíquic on reapareixen («retornen») els significants forcluïts en forma d'al·lucinacions o deliris.
Lacan va assajar en els seus darrers anys d'exemplificar el real i la seva relació amb els altres dos registres de manera estructurada (com en el nus borromeu) o formalitzar-ho en el marc de la topologia o com matemes (una notació algebraica particular). L'intent no prosperà i Lacan conclogué que el real s'abstreu a tota matematizació o formalització.

## Registre de l'imaginari
L'imaginari, o dimensió no-lingüística de la psique, es funda –tal com el seu nom indica– en el fet de pensar amb imatges; pensament que –segons Freud– és la mena de pensament més primari (representació). En la concepció freudiana, la percepció deixa petjes o marques psíquiques (signes perceptuals) que conformen un espai psíquic compost d'imatges provinents de tots els sentits i dels moviments de l'altre i del propi cos que, quan aconsegueixen significar-se com a pròpies, fan a una imatge integrada del subjecte que passa a comprendre's com un, diferent d'un altre. L'aportació de Lacan conceptualitza aquest procés, definint que a partir del denominat estadi del mirall el subjecte pot identificar la seva imatge com un Jo, diferenciat d'un altre humà. Això requereix una certa alienació estructural atès que la cosa designada com «jo» és formada a través del que és altre —és a dir, mitjançant la imatge que, en mirall, prové de l'altre.
L'imaginari és llavors la dimensió, el continent, en el qual es desenvolupa el pensament en imatges, no solament visuals, sinó imatges en sentit semiològic. La pregnància del camp del visual s'entén perquè en la imatge visual romanen subsumides totes les altres imatges corresponents al camp de les representacions de cosa. L'antecedent és en el text primerenc de Freud L'Afàsia (1891), on desenvolupa la idea que és l'estatus particular de la paraula (i del llenguatge) que fa impossible la seva reducció a les teories de la transmissió neurofisiològica d'impulsos i on ressalta la importància que té la «impressió sonora» (la imatge sonora) en contrast amb la relativa irrellevància que assigna a la correspondència entre el camp de les representacions de la paraula i les d'objecte.
Per a comprendre per què Lacan assenyala l'imaginari com la «dimensió de l'engany», podem pensar en els exemples del mirall que ell mateix forneix. Les imatges visuals són de tanta importància en aquest registre, que podem prendre com a model les reflexivitats i il·lusions òptiques, que ens enganyen, i provoquen la nostra fascinació. Seguint aquesta idea, la suggestió i la hipnosis operarien sobre l'Imaginari.

## Registre del simbòlic
El simbòlic és el registre psíquic que s'origina en el llenguatge i la instància del Gran Altre, o bé, el Nom del Pare.

Com que no hi ha prou de tenir una noció de la imatge corporal pròpia (que com ha estat vist, prové de l'altre); el Subjecte pròpiament dit sorgeix mitjançant la inscripció en l'ordre Simbòlic (ordre del llenguatge verbal i ordre de la cultura, vegeu la llei) moment en el qual l'infant adquireix l'habilitat d'utilitzar el llenguatge, és a dir, de materialitzar «el seu» desig mitjançant el discurs i amb una pensa basada en els símbols. Lacan diferencia els símbols del Símbol:
| « | Este símbolo Φ (Phi mayúscula) […] lo designé brevemente, quiero decir, de una forma rápida y abreviada, como símbolo del lugar donde se produce la falta del significante [...]Pero cuando lo he introducido hace un momento, he dicho símbolo falo, y quizás este es, en efecto, el único significante que merezca en nuestro registro - y de un modo absoluto - el título de símbolo. | » |

El Símbol (Φ Phi majúscula) és llavors el que Lacan anomena el «fal·lus simbòlic», és a dir, aquell lloc que assenyala el moment de l'emergència de Psique.
En el registre del simbòlic es tendeix, en quant que sia possible, a transduïr tota classe d'informació a unitats discretes del tipus signe (per exemple, significants), per mitjà del procés dialèctic de la metonímia/metàfora.
Si bé el registre del simbòlic molt probablement és una capacitat innata de l'home, Lacan observa que el seu veritable desplegament solament és possible a partir d'un estímul específic: el de la funció paterna en els primers anys de vida.
Com a exemple d'això hom indica el cas dels nens salvatges coneguts (que són molt pocs). Aquests nens, en la seva infantesa, van ser abandonats en la natura i van ser adoptats com a «cadells» per altres animals. Una vegada recuperats i realitzat un intent ulterior d'integració i socialització tardana, mai van poder desenvolupar un discurs humà, això és, un registre del simbòlic pròpiament dit. En el millor dels casos, solament van arribar a formes rudimentàries.
En la psicosi és on s'albira la falta d'allò simbòlic que instaura el llenguatge en quant que inconscient del subjecte. És aquella Llei del Nom del pare —Llei paterna instaurada amb el complex de castració— la que genera el tall en el subjecte, el «no tocaràs la teva mare», la Llei de l'Èdip. Això insereix el subjecte en la metàfora paterna, la qual possibilita l'entrada en el llenguatge. En la psicosi això es troba a faltar. No hi ha tall, no hi ha forma de respondre al buit amb el qual ens trobem tots —la falta del fal·lus—, com sí que pot respondre el neuròtic amb l'objecte de desig més proper. El psicòtic, llavors roman fora del llenguatge, fora de la metàfora, per tant, en la metàfora delirant.
En l'infant la funció paterna instaura la Llei, l'ordre o logos. Per aquest mitjà és que permet una pensa racional, que ordena la informació procedent del registre de l'imaginari i el registre del real i així una comunicació relativament coherent entre els subjectes de l'espècie. No es tracta solament de les funcions gramaticals, ni és el mateix que el llenguatge o el discurs, sinó que el simbòlic es posa en joc mitjançant l'anomenada «operatòria de la castració simbòlica» en la qual tant el subjecte com l'objecte i l'Altre, resten escindits.